# 후지 TV 월요일 밤 7시 드라마
후지 TV 월요일 밤 7시 드라마(일본어: フジテレビ月曜7時枠の連続ドラマ)는 후지 TV 계열 제작으로 매주 월요일 19:00 ~ 19:30에 방송된 텔레비전 드라마 시간대이다.

## 작품 목록
《우리들 이야기》
《히라하타아 키드》
《힘센 다이스케》
《달피리 일피리》
《용호 하치텐구》
《블론디》
《미스터 에드》
《시스코 깔깔 극장》
《플리퍼》(제1기)
《마그마 대사》
《플리퍼》(제2기)
《참을성 네에야》
《금메달에 턴!》
《레몬의 천사》
《검도 한 개》
《마인 헌터 미츠루기》
《명견 랏시》
《이상한 개 통통》
《메가로만→불꽃의 초인 메가로만》
《세라복과 기관총》 (하라다 토모요판)
《표적이 된 학원》 (하라다 토모요판)
《안녕 삼각》
《앞치마 아줌마》 (후지 마나미판)
《정말로 있었던 무서운 이야기》 (시즌 2)